# Rokugan
 (avril 2016).
Si vous disposez d'ouvrages ou d'articles de référence ou si vous connaissez des sites web de qualité traitant du thème abordé ici, merci de compléter l'article en donnant les références utiles à sa vérifiabilité et en les liant à la section « Notes et références ».
Rokugan est le nom du pays fictif, créé par John Wick et co-écrit par un collectif d'auteurs pour le compte de l'éditeur AEG; il est utilisé pour le jeu de cartes à collectionner Legend of the Five Rings, le jeu de rôle Le Livre des cinq anneaux (traduit et diffusé en France par Asmodée), le jeu de plateau Art of War et le jeu de figurine Clan War. Ce monde imaginaire dans lequel se déroule le jeu n'a pas de nom, de sorte que le terme de « Rokugan » est utilisé à la fois pour désigner le pays précis où se déroulent les aventures proposées (c'est-à-dire l'Empire d’Émeraude) et pour désigner le monde dans lequel se trouve Rokugan proprement dit. Un décor de campagne similaire sera utilisé par Wizards of the Coast pour son supplément de Dungeons & Dragons, « Oriental Adventures ».
C'est un pays inspiré des légendes de l'Asie médiévale, en particulier du Japon féodal, mâtiné d'autres aspects empruntés aux cultures chinoises et coréennes, mais aussi de magie et d'un bestiaire mythologique. L'État principal autour duquel tournent presque toutes les aventures proposées est un empire héréditaire de droit divin : l'Empire d’Émeraude. Ses principales caractéristiques sont les guerres politiques et diplomatiques que se livrent les clans de samouraïs, l'existence réelle des esprits de la nature (Kami) offrant des pouvoirs surnaturels à ceux qui la vénèrent (Shugenja), une religion-philosophie inspirée du Bouddhisme (appelée la Voie de Shinseï), et l'existence de terres maudites habitées par de terribles démons essayant d'envahir Rokugan. Il s'agit d'un monde particulièrement riche et complet, aussi bien dans son histoire que dans sa géographie, et ce succinct résumé n'en fait apercevoir qu'une maigre ébauche. Il est décrit au fil des nombreux suppléments édités par AEG

## L'Empire d’Émeraude
Rokugan, qui signifie « Le Pays d’Émeraude » dans la langue du Paradis Céleste, est le lieu central de l'univers du Livre des Cinq Anneaux et la culture dominante de l'Empire rokugani (ou Empire d’Émeraude) est fortement inspirée de celle du Japon médiéval. La société rokugani comporte également d’autres aspects inspirés d'autres cultures asiatiques, comme la Chine, la Corée ou l'Inde, avec leurs légendes, leur magie et leurs bestiaires. L'éditeur AEG n'a jamais donné de nom pour désigner le monde imaginaire dont Rokugan fait partie, aussi ce nom est-il parfois utilisé pour désigner le monde entier, ce qui est incorrect à strictement parler, mais comme l'Empereur exerce un droit légitime sur « tout ce qui existe » en tant que descendant d'Amaterasu et d'Onnotangu, les courtisans de l'Empire d’Émeraude considèrent que cet usage est approprié. Les habitants des terres brûlées et des Royaumes d'Ivoire ne seraient sans doute pas d'accord sur ce point. L'histoire de l'Empire commence avec la chute des Kami, les Enfants du Soleil et de la Lune.
Structure Sociale : La société rokugani est fondée sur une structure clanique, avec sept (puis huit, puis neuf) clans dits « majeurs », et un grand nombre de clans dits « mineurs ». Chaque clan administre les provinces que lui a confié l'Empereur et qu'il a pour devoir de faire prospérer. L'Empereur demeure toutefois propriétaire de toutes les terres et les clans les lui louent en quelque sorte en payant les impôts annuels. Les provinces ont des tailles variables et leurs habitants doivent obéissance aux daimyos que l'Empereur a placé à leur tête. Si l'Empereur estime qu'un clan ne gère pas correctement les terres qu'il lui a confié, il peut les confier à un autre clan. C'est ainsi qu'ont commencé de nombreuses guerres dans l'histoire de Rokugan, lorsqu'un clan tente de prouver à l'Empereur qu'un autre clan n'est pas capable de protéger correctement ses terres land et devrait donc en être dépouillé.
Géographie : Rokugan est un pays rocheux et montagneux, entouré de montagnes au nord, à l'ouest et au sud, et bordé par l'océan à l'est. Seul un cinquième des terres environ sont des plaines : la majorité du pays est constituée de coteaux vallonnés, de gorges abruptes, de vallées étroites, de ravins et de montagnes. Les plaines les plus fertiles se trouvent près de l'océan. La noblesse construit des châteaux dans les régions montagneuses ou dans des cols inaccessibles, tandis que les plaines sont utilisées pour construire des fermes, des ports et des villes.
L'hiver à Rokugan est généralement court, agrémenté de chutes de neige, tandis que l'été est long et étouffant ; l'automne est frais et le printemps pluvieux. Des tremblements de terre se produisent régulièrement, souvent suivis d'un tsunami et les cinq plus grands d'entre eux ont marqué l'histoire de Rokugan. Les ouragans sont assez fréquents et il arrive que de fortes tempêtes détruisent des villages entiers. Il y a de nombreux volcans à Rokugan, dont plusieurs actifs.
Le temps : A Rokugan, il existe plusieurs façons de mesurer le temps. Les saisons représentent la façon la plus évidente de diviser le temps qui passe, car le climat est contrasté et marque nettement leur succession. Il existe également un système calendaire plus formel qui divise l'année en 12 mois de 28 jours. De plus, on peut compter les années selon deux systèmes différents : selon le Droit de l'Empereur (qui prend pour année de référence l'année du règne de l'Empereur actuel et qui est utilisé pour tous les actes officiels), ou selon le Calendrier Isawa (qui prend pour année de référence la fondation de Gisei Toshi, la cité d'Isawa).

### Les Familles impériales
En plus des clans, les Familles impériales constituent une faction très puissante de Rokugan. L'Empereur de Rokugan n'appartient à aucun clan, mais il est descendant d'une lignée, d'une famille qui elle-même est servie par trois familles qui le servent directement : ce sont les familles Miya, Otomo et Seppun. Les Familles impériales ne possèdent pas d'armées, mais elles exercent un grand contrôle sur les Légions impériales, qui recrutent leurs soldats dans tous les clans de l'Empire. Contrairement aux Clans majeurs ou mineurs, les Familles impériales n'ont pas de Champion, car c'est l'Empereur lui-même qui les dirige.
Les Familles impériales sont plus petites que la plupart des familles des Clans majeurs, mais elles compensent leur petit nombre par leur influence politique. Avec l'Empereur à leur tête, les Familles impériales constituent sans doute le groupe politique le plus puissant de tout Rokugan.

#### Lignée Hanteï
La Famille Hantei fut fondée par le Premier Hanteï à l'aube de l'Empire et ses membres règneront sur Rokugan pendant plus de mille ans. Elle est constituée uniquement de l’Empereur régnant et de son héritier putatif, les autres membres vivants de la famille impériale étant adoptés par l'une des trois familles impériales. Cette disposition vise à la fois à clarifier la lignée de succession et à réguler les ambitions des autres membres de la famille.
L'Empereur régnant est appelé Tennō, c'est-à-dire "Souverain Céleste"; il est à la fois le dirigeant politique de l'Empire et le chef spirituel de la religion rokugani.

#### Famille Miya
La famille Miya fut fondée par un suivant d'Otomo chargé de répandre la nouvelle de la victoire d'Hanteï contre Fu-Leng. En récompense de ses bons et loyaux services, il fut autorisé à fonder une famille lors du couronnement d'Hanteï II Genji, le Prince Étincelant. Les Miya sont depuis ce jour les hérauts des Empereurs, chargés de diffuser leurs édits dans l'Empire et de porter les missives impériales à leurs destinataires. Les Miya occupent de nombreux postes dans la bureaucratie impériale et au sein de Magistrats d’Émeraude. Leur dévouement à l’Empereur en font des arbitres et des juges très prisés. Ils maintiennent également le lien entre les Clans mineurs et l'Empereur.
Le mon de la famille Miya ressemble à une étoile à sept branches constituée de sept demi-lunes (représentants les Clans Majeurs) entourant deux cercles concentriques (l'Empereur - le cercle extérieur - et les Miya - le cercle intérieur qui, tout en étant l'élément le plus petit du dessin est celui qui maintient le tout en équilibre). Leur devise est : "Il n'y a pas de héros Miya".
- Famille vassale Anou : Cette famille était à l'origine vassale de la famille Kaïu mais fut par rattachée aux Miya par un édit impérial il y a des siècles de cela.
- Famille vassale Satoshi : Cette famille est chargée de la défense des terres de la famille Miya.

#### Famille Otomo
La famille Otomo fut fondée par Otomo, l'un des fidèles du premier Hanteï. La raison d'être de la famille est d'empêcher l'Empereur de perdre du pouvoir au bénéfice des Clans majeurs. Courtisans réputés, ils font tout leur possible pour maintenir la discorde et le conflit entre les Clans majeurs pour les empêcher de s'unir contre le pouvoir politique de l'Empereur. Ils occupent les fonctions de courtisans, d'ambassadeurs et de gardiens de la loi impériale dans les provinces éloignées. Ils sont fréquemment amenés à superviser les négociations entre clans afin de veiller à ce que les intérêts de l'Empereur ne soient pas oubliés. Ils sont également chargés du commerce qui entre et qui sort de la Cité Impériale.
Le mon de la famille Otomo représente quatre serpents enchevêtré l'un à l'autre, mais ayant le même point d'origine, chacun attaquant l'autre sans se soucier de sa propre sécurité. Ceci symbolise la raison d'être de la famille Otomo : diviser l'Empire et maintenir le pouvoir absolu de l'Empereur. Leur devise est : "Dans l'adversité réside l'opportunité".
- Famille vassale Reju : La famille Reju fut fondée par Otomo Reju, un courtisan loyal qui devint membre de la conspiration du Gozoku et sacrifia sa réputation pour pouvoir continuer à protéger l'Empereur de l'intérieur[7]. Cette famille se consacre à l'éducation des membres des familles impériales[8].

#### Famille Seppun
La famille Seppun fut fondée par Dame Seppun, l'ancêtre éponyme qui fut l'une des premières et des plus proches fidèles d'Hantei. Ses membres sont tout spécialement entrainés à protéger l'Empereur. On peut trouver des Seppun à tous les échelons de la Bureaucratie Impériale. La famille Seppun est également chargée des Chroniques Impériales, dont on murmure qu'elles contiennent des informations sur la lignée Hanteï et sur l'histoire impériale que l'on en trouve nulle part ailleurs.
Le mon de la famille Seppun est constitué du Chrysanthème Impérial dont retombent deux branches de bambou. La famille Seppun est la seule en dehors de la lignée impériale à être autorisée à utiliser le Chrysanthème Impérial et seulement en tant que partie du mon familial. Leur devise est : "Suis l'Empereur et suis le Tao. Dans l'un, tu trouveras l'autre"
- Famille vassale Hanako : Cette famille fut fondée par Seppun Hanako qui fut la Chancelière Impériale de l'Empereur Hanteï XVII et qui composa les Articles Célestes, qui devinrent la principale codification législative de l'Empire. Les Hanako occupent des fonctions de magistrats et représentent les Seppun à la cour.

- Famille vassale Yotsu : La famille Yotsu est une famille de rōnin qui fut élevé par l'Empereur Hanteï XXXVIII pour avoir sauvé sont héritier, le prince impérial Hantei Sotorii.

### Les Clans majeurs
Les Clans majeurs sont constitués de plusieurs familles et chaque famille a une tâche particulière au sein du Clan. Chaque clan a également vis-à-vis de l'Empereur une tâche à remplir dans un domaine d'expertise qu'il a été jugé plus apte que d'autres à accomplir.

#### Le Clan de l'Araignée
Rokugan dans son ensemble ne sait pas grand-chose du Clan de l'Araignée. Formé en 1169 par les Damnés et autres factions qui ont juré fidélité à Daïgotsu, il ne constitue techniquement pas un véritable clan, avant que l'Impératrice Iweko Ire ne lui confère le statut de Clan Majeur en 1173.

#### Le Clan du Crabe
Fondé par le Kami Hida, le Clan du Crabe est considéré comme le moins cultivé et le moins raffiné de tous les clans, mais personne ne remet en question le courage de ses membres. De mémoire d'homme, leur devoir a toujours consisté à garder le Mur des Bâtisseurs qui sépare l'Empire d’Émeraude de l'ignoble Outremonde et de sa Souillure. En gardant le Mur, ils affrontent des attaques constantes d'ennemis morts-vivants, d'Oni (démons) et de divers autres sbires maléfiques. C'est pour cette raison qu'ils sont devenus experts en stratégie défensive. Leurs guerriers sont tous des vétérans aguerris qui pour la plupart préfèrent utiliser des armes lourdes comme le tetsubo (masse d'arme à deux mains) ou le no-dachi (sabre à deux mains). Chaque jour, les guerriers du Clan du Crabe donnent leur vie sur le Mur pour que les gens des autres clans puissent vivre dans la paix et la sécurité.
- Capitale : Kyuden Hida
- Population : 4 610 000 (approx.)
- Armée : 258 000 samouraïs
- Importations : Jade, Riz
- Exportations : Fer, Thé, Matières premières.

Le clan est composé de cinq familles principales, chacune ayant à son tour des familles vassales à son service. Les couleurs du clan sont le gris et le bleu foncé.

##### Famille Hida
La famille Hida dirige le Clan du Crabe. C'est la plus nombreuse des familles au sein du Clan du Crabe et elle domine la vie politique du clan. Aucune autre famille ne tient son devoir en aussi haute estime que les Hida. Ses membres élaborent les tactiques militaires, conduisent les armées et coordonnent les défenses du clan. Depuis la fondation du clan, le daimyō de la famille Hida a toujours rempli la fonction de Champion du Clan du Crabe.
Le mon de la famille Hida représente un crabe bleu tenant un tetsubo sur fond gris-ardoise ; il symbolise le force de la famille ainsi que son devoir de sentinelle de l'Empereur. La devise de la famille est : Je n'échouerai pas.
- Famille vassale Kakeguchi : La famille Kakeguchi est l'une des plus anciennes familles vassales des Hida et est constituée des descendants de l'un des partisans originels de Hida lui-même. Ils sont généralement employés comme officiers dans les armées Hida ou comme magistrats chargés de protéger les provinces Hida. À ce titre, ils ont accès à l'école de bushi Hida. Au moins une fois par génération, un membre de la famille Kakeguchi est élevé parmi les héritiers du daimyō de la famille Hida, comme geste d'amitié et de loyauté.
- Famille vassale Koebi : La famille Koebi est une famille vassale de la famille Hida qui a servi les Hida avec loyauté et honneur pendant des siècles, au point que Kaiu Kenru a recommandé à Hida Kisada de leur accorder le statut de Clan Mineur.
- Famille vassale Moshibaru : La famille Moshibaru est une famille vassale des Hida. Elle est composée de « nouveaux » Moshibaru, d'anciens rōnins qui ont gagné le droit de servir le clan, et d'« anciens » Moshibaru, qui sont les samouraïs qui leur enseignent les voies du Crabe. Presque tous ceux qui gagnent le nom de Crabe pendant un Hiver des Vingt Gobelins sont adoptés par la famille Moshibaru. Celle-ci a un but précis : apprendre, puis enseigner la philosophie et les techniques des Hida aux nouveaux venus. Une fois qu'ils ont prouvé leur valeur et leur honneur, ceux-ci peuvent être promus hors de la famille ou rester pour entraîner les nouveaux Moshibaru.

La famille Hida est la troisième famille de Rokugan par ordre d'importance (après les Matsu et les Doji) occupe un territoire immense. Les provinces septentrionales sont des terres incultes, rocheuses et arides, tandis que les territoires du sud, plus fertiles, sont quadrillés régulièrement par d'importantes patrouilles de bushis lourdement armés.
Provinces Hida - La famille Hida contrôle les provinces suivantes :
- Province de Garanto
- Province d'Ishibei
- Province d'Ishigaki
- Province de Juuin
- Province de Kyoukan

##### Famille Hiruma
La famille Hiruma fut fondée par Hiruma, le bras droit du Kami Hida. Ses membres furent les premiers à suivre Hida dans l'Outremonde. Leur dévotion à la famille Hida leur a souvent fait jouer le rôle de gardes du corps du Champion du Clan du Crabe. Les Hiruma furent vaincus lors de la Bataille de l’Ultime Résistance par les forces de l'oni Mangeur. Kyuden Hiruma, leur château ancestral fut détruit en 716 par le Seigneur Oni. Pendant des siècles, les Hiruma n'eurent plus de terre à eux.
La devise de la famille Hiruma est : Pour que triomphe le mal, la seule condition est que les hommes de bien ne fassent rien.
- Famille vassale Endo : La famille Endo est une famille vassale des Hiruma, fondée par Kaïu Endo et son groupe d'Ingénieurs Kaïu qui construisirent le Château Hiruma. Leur mon représente une tour en construction.
- Famille vassale Raïkuto : La famille Raïkuto est une famille vassale au service des Hiruma. Pendant le règne du 4e daimyō Hiruma, la vielle diplomate Hiruma Saitsune, ambassadrice à Otosan Uchi, était toujours parvenu à protéger le Clan du Crabe des machinations des autres clans. Lorsqu'elle mourut de vieillesse, Saitsune fut reconnue à titre posthume comme la première des daimyō de la famille vassale Raïkuto. Nombre de ceux qui la servaient en tant qu'agents ou espions dans la Cité Impériale jurèrent allégeance à son fils. Ils tiennent un district dans les murs d'Otosan Uchi. La famille prit le nom de son fils et héritier, Hiruma Raikuto. Lorsque les Hiruma perdirent leurs terres, les Yasuki prirent la famille sous leur égide et, comme ces derniers étaient devenu le visage public du Clan du Crabe, la transition se fit en douceur.

Provinces Hiruma - La famille Hiruma contrôle les provinces suivantes :
- Province d'Hissori
- Province d'Iénikaeru
- Province de Kinbou

##### Famille Kaïu
La famille Kaïu rassemble sans conteste les meilleurs ingénieurs de Rokugan. Ce sont les architectes du Mur des Bâtisseurs et dans l'Empire, quiconque désire construire une structure pouvant surpasser les autres et résister au passage du temps consulte un Kaïu. Ceux qui ont affaire aux Kaiu sont souvent surpris de voir à quel point ils sont calme et polis, ne montrant aucun signe du « tempérament Crabe » habituel. Ils sont réservés, calmes et agissent avec une prévoyance digne de Shinseï lui-même. Ce sont des constructeurs, des planificateurs, des ingénieurs, des architectes et des stratèges subtils, calmes, détachés et contrôlés qui produisent les armes les plus puissantes et les moyens de défenses les plus ingénieux de l'Empire. Les Kaïu croient à la valeur de la patience et de la saine planification, cherchant les bénéfices à long terme. Les Kaïu se considèrent comme le roc qui ancre les familles Hida et Hiruma. Sans eux, la logistique et les défenses du Clan du Crabe seraient paralysés, de sorte qu'ils n'ont que peu de temps à consacrer à leur propre gloire.
Le mon de la famille Kaïu représente la pince d'un crabe devant un mur de briques, ce qui la robustesse des Kaïu et leur rôle de fondations du Clan du Crabe. Les briques représentent protection contre le danger et la pince, les armes cachées.
- Famille vassale Fundaï : La famille Fundaï est une famille des marins et des charpentiers de marin qui patrouille la Mer des Ombres. Leur mon représente un crabe sur une vague. Au VIIe siècle, Kaïu Shimatsu commença à concevoir des bateaux plus solides et plus rapides, supérieurs dans tous les domaines aux vaisseaux pirates qui empoisonnaient les côtes du Crabe. Ses partisans se virent confier la supervision de la production navale, mais des années plus tard, les Yasuki prétendit faire payer des impôts au village portuaire de Fundaï Mura en pleine expansion. Le Champion du Clan du Crabe décréta que les fidèles de Shimatsu étaient une famille vassale des Kaïu, qui avait droit à un petit pourcentage sur tous les biens transportés par leurs navires. La famille Fundaï supervise chaque bateau construit par le Clan et assure la sécurité des cargaisons importantes.
- Famille vassale Ishi (Juhin-Kenzoku) : La famille Ishi est l'une des plus anciennes familles vassales de l'Empire. Selon la légende, Kaïu Ishi forgea l'armure qui sauva la vie du Champion du Clan du Crabe, Hida Kenzan et pour cela, reçut l'autorisation de fonder sa propre famille. La famille Ishi joue le rôle d'intendant militaire pour le Clan du Crabe. Après la Bataille du Cerf Blanc, ses membres inventèrent l'armure de style tetsu-dou, une armure lourde en fer supposé pouvoir résister à l'attaque d'un oni...
- Famille vassale Kenru (Juhin-Kenzoku) : La famille Kenru fut fondée par Kaiu Kenru, un armurier légendaire du XIIe siècle. Cette famille joue le rôle d'intendant militaire pour le Clan du Crabe. Leurs ō-yoroi (ce qui se traduit par « armure majeure ») prennent deux fois plus de temps à être forgées, mais durent cinq fois plus longtemps que les autres armures. Le secret de leur fabrication est jalousement gardé.
- Famille vassale Maïsuna : La famille Maïsuna est une famille vassale au service de la famille Kaïu, du clan du Crabe. Ils accordent une grande importance à la force physique. Après la Bataille de la Crête de la Vague, le daimyō de la famille Kaïu rassembla les chefs des équipes d'ouvriers qui avaient apporté les pierres pour construire le Mur et leur confia la tâche d'extraire la pierre dans les Montagnes du Crépuscules pour réparer et agrandir le Mur de Bâtisseurs. Leur quartier général était un petit fortin près de la frontière nord des provinces Kaïu. Les descendants des premiers tailleurs de pierre se virent reconnaître un nom de vassal en récompense de leurs efforts. Ils utilisèrent leurs compétences et le matériau brut tiré des montagnes pour construire un château, Maïsuna Shiro, et le relièrent au fortin d'origine. En plus de leur mission originale, les samouraïs Maïsuna sont devenus des sculpteurs et des artistes.

La demeure ancestrale de la famille est Kaïu Shiro, qui se situe littéralement à l’intérieur du Mur des Bâtisseurs (en réalité, le Mur fut construit autour de la forteresse), et les Kaïu se préoccupent autant de l'un que de l'autre. Leurs terres sont comprises pour la plupart dans les Montagnes du Crépuscule et une grande partie de leurs revenus provient du minerai de fer qui en est extrait ; le reste provient pour l'essentiel de la récolte du thé.
Provinces Kaïu - La famille Kaïu contrôle les provinces suivantes :
- Province d'Hokufuu
- Province de Kuda
- Province d'Yoake

##### Famille Kuni
La famille Kuni regroupe les shugenja les plus redoutés et les plus énigmatiques de tout Rokugan. La famille s'est consacré à la découverte des secrets de l'Outremonde. Lorsque la Première Guerre contre l'Outremonde éclata et que les tribus du Phénix furent reconnues Clan de l'Empire, Isawa envoya ses cinq frères et sœurs auprès des Clans Majeurs, afin de former les premiers shugenja de l'Empire. Les membres de la famille Kuni furent initiés à la voie des kamis.
Leur objectif principal est d'étudier la Souillure de l'Outremonde, la manière dont elle agit sur les êtres vivants et dont on peut la contrecarrer, afin de fournir aux guerriers du Clan du Crabe un savoir pratique sur les forces et les faiblesses des monstres de l'Outremonde. Ils ont une forte connexion avec l'élément Terre. Les Kuni sont souvent compétents dans les arts médicaux, car ils comprennent l'anatomie et le mélange des cinq éléments dans le corps. Leur magie est orientée vers les protections et les liens, soit pour retenir les corps en un lieu, soit pour les empêcher d'y pénétrer. Les oni étant des esprits incarnés, ils s’intéressent grandement au concept d'un esprit possédant un corps.
Les Chasseurs de Sorcières Kuni firent leur apparition après l'attaque d'Iuchiban sur l'Empire. Également connus sous le nom de « tsukaï-sagasu », ils étudient les arts martiaux avec les guerriers du Crabe en même temps que les arts magiques de leur famille. Lorsque leur entraînement est terminé, ils commencent à détruire l'Outremonde sous quelque forme qu'il le trouve. Nombre d'entre eux se dirigent au nord, vers l'intérieur de Rokugan pour chercher les créatures de l'Outremonde qui pourraient s'être glissé à travers le mur.
Le mon de la famille Kuni représente une paire de pinces de crabe rouge, croisés sur champ beige et entouré d'un cercle bleu. Cela représente la quête des Kuni pour les grands mystère de l'univers et leur rappelle que ces mystères peuvent se trouver à l'intérieur d'eux-mêmes.
- Famille vassale Meïshozo : La famille Meïshozo est une famille vassale au service de la famille Kuni qui présente deux visages. Publiquement, les Meïshozo étaient responsables de la préparation du maquillage facial blanc des Kuni. Mais ils sont également envoyés pour infiltrer et espionner l'Outremonde. Au VIIIe siècle, l'acteur Shosuro Akamiru semblait avoir contracté la Souillure afin d'incarner les personnages méchants de manière plus convaincus dans des pièces de kabuki. Il utilisait de la boue Souillée dans son maquillage tout en se protégeant avec une couche d'onguent neutre et de la pâte de jade. Les Chasseurs de Sorcières Kuni proposèrent à Akamiru de sauver en échange de sa méthode. En utilisant ces techniques, qui utilisent des cosmétiques qui imitent la corruption physique, les Meïshozo accomplissent des quasi-missions suicides d'infiltration des cellules de cultes maho. Une mission Meïshozo standard consiste à créer une fausse cellule maho pour attraper ceux qui se laisseraient facilement tenter. Lorsqu'ils infiltrent des cellules maho déjà existantes, ils se présentent comme des acolytes ou comme un maho-tsukaï itinérant juste assez longtemps pour dévoiler le lieu de réunion et les dirigeants. Un Meïshozo qui survit à une de ces missions est considéré comme chanceux ; celui qui survit à trois missions ou plus est une légende vivante. Leur mon représente un masque Kuni noir.
- Famille vassale Ugawari : La famille Ugawari est née au IVe siècle, lorsque les Kuni accordèrent le statut de famille vassale aux plus respectables de leurs attrapeurs de monstres. Ses membres suivent le plus souvent les enseignements de l'école d'Éclaireur Hiruma. Ils combattent avec des armes comme le tetsubō, la chaîne jōhyō, le fouet, le filet et le sasumata. Les Ugawari sont réputés pour leur capacité à construire des entraves et des cul-de-basse-fosse capables de retenir les créatures capturées.

Provinces Kuni - La famille Kuni contrôle les provinces suivantes :
- Province d'Adauchi
- Province de Midakaï

##### Famille Toritaka
La famille Toritaka constitue le Clan mineur du Faucon jusqu'au XIIe siècle, date à laquelle elle est absorbée par le Clan du Crabe.

##### Famille Yasuki
La famille Yasuki constitue le visage public du Clan du Crabe. Là où les autres familles du Clan affrontent quotidiennement les horreurs de l'Outremonde, les Yasuki jouent le rôle de diplomates et de marchands du Crabe. On voit dans les cours bien plus de courtisans Yasuki que de membres d'autres familles du Crabe et leurs marchands sont de loin les plus actifs de tout Rokugan. La famille Yasuki faisait à l'origine partie du Clan de la Grue, mais rompit avec la Grue au IVe siècle et fut rapidement incorporée au Clan du Crabe.
La famille Yasuki fut fondée par Yasuki, une femme d'une grande sagesse, après qu'elle eut aidé Kakita à résoudre les trois quêtes destinées à lui gagner la main de Dame Doji. Pendant les trois premiers siècles de son existence, la famille Yasuki servit le Clan de la Grue, approfondissant ses activités économiques et politiques. Ils posèrent leur marque sur Rokugan en initiant la tradition d'échange de cadeaux au lieu d'un commerce « déshonorable ». Lorsque la Guerre contre Fu-Leng éclata, les Yasuki ravitaillèrent les troupes en nourriture et en armes, et l'un des premiers daimyō des Yasuki reçut le titre de Conseiller Commercial Impérial.
En 386, un conflit éclata entre les Clans du Crabe et de la Grue à propos des terres de la Péninsule de Kenkaï Hanto. Les Yasuki se montrèrent réticents à attaquer le Clan du Crabe en raison de son engagement constant dans la défense contre l'Outremonde. Le Champion du Clan de la Grue, Doji Mizobu fut outragé par leur déloyauté et, en 387, les bannit des terres de la Grue. Le Clan du Crabe fut plus qu'heureux d'ouvrir ses portes à ceux qui voudraient le rejoindre. Cela envenima le conflit, que l'on appela la Guerre Yasuki et qui ne prit fin qu'en 400, par décision de l'Empereur. Depuis lors, les Yasuki ont été une famille du Clan du Crabe.
Les devoirs de la famille résident avant tout dans leurs intérêts mercantiles. Ses chefs soutiennent que le commerce est vital pour Rokugan. Ils adorent la négociation et prennent un grand plaisir à fournir les produits que leurs clients veulent et dont ils ont besoin. Même si les Yasuki sont rusés et habiles, ils ont la même réputation d'honnêteté rugueuse que leurs congénères du Clan du Crabe. Ils ne vendent que rarement des produits médiocre ou de mauvaise qualité ; l'acheteur sait presque toujours exactement ce qu'il reçoit. La contrebande avec les autres clans, en particulier celui du Lion, est une activité estimée parmi les Yasuki, car ni le Clan de la grue, ni celui du Scorpion, ne veulent avoir de liens officiels avec leur belliqueux voisin. Les contrebandiers Yasuki sont une épine dans le flanc du Clan de la Grue, en particulier le long de la Rivière de l'Or. Les Yasuki remplissent aussi les fonctions de diplomates pour le Clan du Crabe. Les diplomates des autres clans en visite dans les terres du Crabe sont hébergés dans le Visage du Château de l'Est près de Shinomen Mori, Yasuki Yashiki, le Palais de la Grue Noire, contenant trop de secrets pour y accueillir des étrangers.
La famille Yasuki a eu deux mons différents, l'un lorsqu'elle servait le Clan de la Grue, l'autre depuis qu'elle a rejoint le Clan du Crabe. Le mon en vigueur depuis son ralliement au Clan du Crabe est une carpe dorée lovée autour d'une fleur d'un bleu profond (la carpe est considérée comme un animal de bonne fortune et le mon fut conçu pour apporter richesse et prospérité à tous les Yasuki qui le portent). Du temps de l'allégeance au Clan de la Grue, le mon familial représentait une grue accompagnée d'un chrysanthème (il est aujourd'hui considéré comme un mauvais présage à la fois par les Yasuki et les Daïdoji ; on peut encore le trouver parfois sur de vieux objets d'avant la rupture, mais nombre de ces objets ont été détruits au fil des ans par les Yasuki et les Daïdoji ; les Yasuki croient que si un objet marqué de l'ancien mon pénétrait à l'intérieur des murs du Palais de la Grue Noire, cela amènerait une année entière de mauvaises affaires et de malchance).
- Famille vassale Kano : La famille Kano est une famille vassale au service des Yasuki du Clan du Crabe. Vers la fin de la vie de Yasuki la fondatrice, un petit groupe formé de ses disciples favoris vint vivre dans le manoir que son fils avait construit. Face à la maîtrise croissante des Kakita, les propres enfants de Yasuki avaient rejeté leurs traditions artisanales. Sur son lit de mort, son dernier acte fut de nommer son suivant Yasuki Kano gardien des traditions et d'accorder à sa famille le statut de vassale. Lorsque les Yasuki furent chassés du Clan de la Grue, les Kano les suivirent dans le Clan du Crabe et continuèrent à jour leur rôle d'artisans fournissant des biens à vendre. Kano Mura, sur les terres su Crabe, est leur demeure ancestrale.
- Famille vassale Nobuto : La famille Nobuto est une famille vassale au service des Yasuki, fondée par Yasuki Jiriki, le second fils de Yasuki Kiringu, daimyō de la famille Yasuki au moment du changement d'allégeance du Clan de la Grue vers celui du Crabe. Jiriki avait suivi l'entrainement des bushi Hida et remplissait les fonctions d'un gunso (sergent) respecté dans les armées du Crabe. Peu après la rupture, Jiriki conduisit les troupes sous son commandement sur les terres Yasuki et organisa une attaque sur un petit village du Clan de la Grue. Le daimyō Kakita ordonna une contre-attaque, mais lorsqu'il réalisa que le Clan du Crabe soutenait les nouveaux venus, les groupes de la Grue furent forcés de se retirer, plutôt que de risquer de voir le conflit dégénérer en une guerre ouverte. Kiringu accorda le statut de famille vassale à son fils ainé Yasuki Nobuto. Kiringu chargea ses descendants de maintenir des liens solides avec les armées du Crabe.
- Famille vassale Raïkuto : La famille Raïkuto est une famille vassale au service des Hiruma qui fut accueillie par la famille Yasuki à partir de 716, lorsque les terres ancestrales des Hiruma furent conquises par les forces de l'Outremonde.

Jusqu'à leur gempukku, on enseigne aux Yasuki la finance, la diplomatie et la culture. Après leur gempukku, ils sont sélectionnés par un maître qui les entraine dans les arts du négoce et de la contrebande.
Provinces Yasuki - La famille Yasuki contrôle les provinces suivantes :
- Province de Junkin
- Province de Sunda Mizu

#### Le Clan du Dragon
Le Clan du Dragon Clan fut fondé par le Kami Togashi, le plus énigmatique des enfants d'Amaterasu. Pendant plus de mille ans, son devoir a été de surveiller et de garder la mémoire l'histoire de Rokugan. Même si le Clan du Dragon est perçu par la plupart des autres clans comme reclus et distant, ses membres comprennent la nécessité de n'agir que lorsque le moment est venu.
- Capitale : Shiro Mirumoto
- Population : 1 830 000 (approx.)
- Armée : 101 000 samouraïs
- Importations : Produits manufacturés
- Exportations : Or, Minerais

Le clan est composé de quatre familles principales, chacune ayant à son tour des familles vassales à son service. Les couleurs du clan sont le vert et l'or.

##### Famille Agasha
Fondée par un shugenja fidèle de Togashi, le Kami fondateur du Clan du Dragon, cette famille est responsable de la conservation du savoir au sein du clan. Elle est constituée d'archivistes et d'observateurs.
Lors de la Première Guerre contre l'Outremonde, Isawa du Clan du Phénix envoya chacun de ses cinq frères et sœurs auprès des Clans Majeurs, afin de former les premiers shugenja de l'Empire. À la fin de la guerre, Togashi et ses fidèles retournent dans les montagnes et se retirent presque complètement des affaires de l'Empire. C'est durant cette période que se forge une solide amitié entre les familles Mirumoto et Agasha. Le fils de Mirumoto, Mirumoto Yojiro et le fondateur de la famille Agasha, travaillent en étroite collaboration pour veiller aux intérêts du clan et apprennent beaucoup l'un de l'autre dans le processus. Au fil des ans, les étudiants Mirumoto sont encouragés à observer les Agasha et à apprendre d'eux, tandis que les étudiants Agasha sont incités à en faire de même avec les Mirumoto. Cette pratique se perpétuera après la mort des fondateurs des deux écoles.
Après le Second Jour des Tonnerres, l'immense majorité de la famille Agasha refuse de prendre part à la guerre civile et quitte le clan du Dragon pour celui du Phénix qui les accueille bien volontiers. Pendant presque vingt ans, chacun de deux clans abritera en son sein une famille nommée Agasha.
Le mon de la famille Agasha représente un dragon entourant une grenade. Elle n'a pas de devise connue.

##### Famille Kitsuki
Fondée en 822 par un brillant yoriki nommé Agasha Kitsuki qui sauva la vie du daimyō Mirumoto Januko, la famille fournit ses diplomates et ses magistrats au Clan du Dragon. Bien qu'elle trouve son origine dans une famille de shugenja, la famille Kitsuki ne compte aucune école de shugenja. Les principaux ennemis que se sont fait les Kitsuki au fil des années, même s'ils n'en savent pas tant que cela à leur sujet, sont les ninja. Dans leur quête de vérité, les Kitsuki croisent parfois les traces d'un ninja qui souhaite rester discret. C'est pourquoi un certain nombre de Kitsuki ont été assassinés au fil des ans et à chaque fois, d'autres Kitsuki prennent leur place pour enquêter sur les coupables, souvent en vain, il est vrai.
Le mon de la famille Kitsuki représente un dragon entourant un éclair qu'il agrippe ; l’éclair lui-même a l'aspect d'un labyrinthe tourbillonnant.
- Famille vassale Sakura : La famille Sakura se consacre à rendre la vérité plus difficile à établir en refusant l'accès aux documents, en décourageant les enquêtes et en maquillant les faits, en raison de la croyance selon laquelle la curiosité doit être canalisée pour protéger l'Empire de ses ennemis.

Les terres des Kitsuki se situent juste au nord de Toshi Ranbo, à l'ouest de la Montagne du Tonnerre Endormi près des terres du clan du Phénix et à l'est des terres du clan de la Licorne.
Provinces Kitsuki - La famille Kitsuki contrôle les provinces suivantes :
- Province de Kaïtou
- Province de Shinpi
- Province de Sinjutsu

##### Famille Mirumoto
Fondée par le yojimbō (garde du corps) de Togashi, la famille Mirumoto est la plus nombreuse des familles du Clan du dragon et comprend la majorité de ses bushi. Mirumoto lui-même fut l'un des plus brillants duellistes que Rokugan ait jamais connu. Les Mirumoto sont de fervents partisans du style niten, inventé par leur fondateur et développé par son propre fils, Hojatsu. La famille Mirumoto est chargée de la défense et de la sécurité des forteresses du Clan dans les montagnes.
Le mon de la famille Mirumoto est un dragon entourant et tenant un daishō, symbole de la technique d'escrime du fondateur. Sa devise est : "Défier toute définition".
- Famille vassale Kouken : La famille Kouken est un groupe de moines errants qui sont les yeux et les oreilles du clan dans l'Empire. Ils s'installent dans les grandes villes et les villages importants, sans exhiber leur appartenance au clan du Dragon et fondent des hospices qu'ils utilisent comme lieu de repos ou de rendez-vous.

- Famille vassale Zurui : Les origines de la famille Zurui remonte au l'ère du Gozoku et sa fonction est de former des gardes du corps.

Les terres de la famille Mirumoto sont parfois appelées les "Basses-Terres".
Provinces Mirumoto - La famille Mirumoto contrôle les quatre provinces suivantes :
- Province de Gaien
- Province de Kousou
- Province de Toshibu
- Province de Yakeishi

#### Le Clan du Scorpion
Le Clan du Scorpion fut fondé par le Kami Bayushi. Le clan et ses membres sont largement considérés comme infâmes et indignes de confiance par le reste de l'Empire, bien qu'ils tentent simplement d'accomplir le devoir que leur a confié le Premier Empereur le jour de son ascension. Alors que le Clan du Lion est le bras droit de l'Empereur et le Clan de la Grue son bras gauche, on qualifie souvent le Clan du Scorpion de sous-main de l'Empereur. C'est un clan d'espions, de manipulateurs et d'assassins qui respectent au premier chef la loyauté et le respect de ses devoirs, et pour qui la fin justifie les moyens. Les samouraïs du Clan du Scorpion comprennent qu'en se salissant les mains, ils permettent que d'autres n'aient pas à le faire.
Après le Jour des Tonnerres toutefois, le clan hérita d'un autre devoir fondamental. Les douze Parchemins Noirs utilisés pour sceller le pouvoir de Fu-Leng lui furent confiés pour qu'ils les gardent en sécurité. Traditionnellement, les shugenja de la famille Yogo sont les gardiens des Parchemins, ce qui ajoute à leur sinistre réputation, bien que seul le daimyō de la famille Bayushi lui-même connaît la localisation des douze. Tous les samouraïs du Scorpion portent un masque, comme le Kami Bayushi en avait l'habitude, pour honorer leur immortel fondateur. Le style de masque varie grandement d'un porteur à l'autre et représente toujours un choix extrêmement personnel. Les membres du Clan du Scorpion prennent la question du masque très au sérieux et n'envisagent pas plus de se montrer en public sans leur masque que sans leur daishō.
Les terres du Clan du Scorpion sont constituées des territoires situés au sud du Col de Beïden, des plaines de la Rivière d'Or et des Plaines du Chagrin Noyé, sous les eaux rouges du Mizu-umi no Fuko.
- Capitale : Kyuden Bayushi
- Population : 1 810 000 (approx.)
- Armée : 102 000 samouraïs
- Importations : Matières premières
- Exportations : Informations

Le clan est composé de quatre familles principales, chacune ayant à son tour des familles vassales à son service. Les couleurs du clan sont le rouge-sang et le noir.

##### Famille Bayushi
La famille Bayushi fut fondée par le Kami Bayushi. Le daimyo de la famille est toujours également le Champion du Clan du Scorpion. Les Bayushi sont probablement ceux des membres du clan dont l'entraînement est le plus équilibré, possédant souvent une grande intelligence ainsi qu'une grande habileté à l'escrime. C'est pour cette raison qu'ils sont souvent le visage public et les dirigeants du Clan du Scorpion.
Le mon Bayushi représente un scorpion sur la surface de l'eau. Ce mon rend hommage à une vieille parabole narrée à Bayushi par Shinseï en personne. Dans l'histoire, un scorpion souhaite franchir une rivière et demande à une grenouille de le prendre sur son dos pour traverser. La grenouille refuse car le scorpion pourrait la piquer. Le scorpion réplique que s'il le faisait, ils se noieraient tous les deux. L'histoire traditionnelle se termine lorsque le scorpion pique la grenouille et explique que c'est parce que c'est dans sa nature de le faire, même s'ils se noient tous les deux. L'histoire telle qu'elle est racontée par Shinseï se termine par la révélation que le scorpion savait nager. Depuis lors, la devise de la famille Bayushi a été : Je sais nager.
Il est de tradition chez les Bayushi de proposer à leurs invités un bain et un serviteur pour s'occuper d'eux dès leur arrivée, en guise de bienvenue. Plus d'un hôte des Bayushi a fait savoir combien cette coutume l'avait rendu nerveux et l'avait fait se sentir vulnérable, car se retrouver nu dans la demeure d'un Scorpion et aux mains de leurs serviteurs peut faire réaliser à un samouraï combien il serait facile de se débarrasser de lui à ce moment.
- Famille vassale Aotora : La famille Aotora est une petite famille vassale qui regroupe les herboristes aux services des Bayushi, créant les poisons et les antidotes pour le compte du Clan du Scorpion. Leur domaine se nomme le Jardin du Tigre Vert et on y trouve la plus grande collection de poisons, d'antidotes et de potions médicales de l'Empire.
- Famille vassale Kentsu : On sait fort peu de chose sur la famille vassale Kentsu.
- Famille vassale Rokugo : Si le Clan du Scorpion a la réputation de faire le sale boulot de l'Empereur, la famille Rokugo fait le sale boulot des Bayushi. La famille Bayushi est la famille la plus respectable du Clan du Scorpion. Elle veille à maintenir en toutes circonstances un vernis de respectabilité, mais son devoir est de surveiller les activités illicites dans l'Empire, sans pouvoir se permettre d'y être impliquée. La famille Bayushi recruta donc les bandits rōnin qui contrôlaient les maisons de geisha, les débits de saké, les cercles de jeu et autres lieux mal famés pour qu'ils continuent leurs activités, mais au bénéfice du Clan. Ainsi, la Famille Bayushi dispose-t-elle d'une source de revenu non négligeable et d'un réseau d'information particulièrement performant. La famille Rokugo possède un petit territoire, dans la région montagneuse près Kyuden Bayushi, ce qui leur donne un accès relativement aisé à l'ensemble des terres du Scorpion.
- Famille vassale Ugawa : La famille Ugawa est une famille vassale des Bayushi chargée de la fabrication d'armures. Au IVe siècle, une samouraï-ko nommée Kaiu Ugawa épousa un membre du Clan du Scorpion et la qualité de son travail lui valut le droit de fonder une famille vassale.

Les terres des Bayushi sont les plus vastes et les plus fertiles des provinces du Scorpion, riches en minerai et en rizières. Elles procurent également un profit non-négligeable grâce au commerce de pavot destiné à la production d'opium médicinal. Les Bayushi surveillent étroitement leur frontière méridionale avec le Clan de la Grue.
Provinces Bayushi - La famille Bayushi contrôle les provinces suivantes :
- Province de Chuuou
- Province de Hizoku
- Province de Kunizakai
- Province de Nezuban

##### Famille Shosuro
La famille Shosuro fut fondée par la première disciple de Bayushi, Shosuro. Shosuro excellait dans les arts dramatiques, la tromperie et les arts en général, comme ses adeptes jusqu'à aujourd'hui. Les Shosuro forment une famille voilée dans les mensonges et ses membres sont d'excellents espions et courtisans, ainsi que, disent certains, des assassins hors pair. tandis que des clans comme le Crabe et le Lion sont des « experts » de la guerre, le clan du Scorpion traite les problèmes en silence, s'assurant soigneusement qu'aucun témoin ne survive. Les amis d'un Shosuro ne doivent pas s'étonner de voir leurs problèmes disparaître rapidement.
Lorsque Shosuro quitta les terres du clan du Scorpion afin de se joindre à Shinseï et aux autres Tonnerres pour combattre Fu-Leng, elle laissa derrière elle des disciples qui avaient appris ses techniques secrètes. Ces trois étudiants prirent le nom de leur sensei et continuèrent à servir Bayushi en souvenir d'elle, devenant ainsi les premiers membres de la famille Shosuro. Depuis lors, les Shosuro ont toujours servi les Bayushi avec fidélité.
Le mon de la famille Shosuro est un entrelacs rouge sur fond noir, représentant un labyrinthe infini, une boucle sans fin de lierre entrelacé. Elle n'a pas de devise connue.
- Famille vassale Jitsuyoteki : La famille Jitsuyoteki est notamment présente dans la Garde-Tonnerre de Ryoko Owari Toshi, la Cité des Mensonges.
- Famille vassale Tokagure : La famille Tokagure a été créée pour s'occuper des célèbres Jardins Shosuro, afin que le reste de la famille Shosuro puisse se concentrer sur leurs autres devoirs. Ils ne possèdent pas de terres familiales et fréquentent rarement des écoles établies, préférant transmettre leurs connaissances d'une génération à l'autre. Shosuro Tokagure fut le premier seigneur de la famille Tokagure et se vit confier la tâche de créer et d'entretenir les Jardins Shosuro où poussent des spécimens de toutes les plantes toxiques connues de Rokugan. La famille Tokagure a reçu la bénédiction du Champion d'Emeraude et de ses magistrats pour cette création, car cela leur permet de préparer des antidotes aux poisons les plus répandus.

Provinces Shosuro - La famille Shosuro contrôle les provinces suivantes :
- Province de Kawa
- Province de Kakushikoto
- Province de Ryoko

##### Famille Soshi
La famille Soshi fut fondée par un personnage mystérieux du nom de Soshi, dont on ne sait à peu près rien. Pour certains, c'était le fils de Shosuro et Bayushi, pour d'autres, il s'agissait de Shosuro en personne, ayant pris une autre identité après le Jour des Tonnerres. Soshi lui-même disparut peu de temps après elle. La famille Soshi est la troisième famille par ordre d'importance dans le Clan du Scorpion. Elle est traditionnellement dirigée par un shugenja, mais les Soshi peuvent exercer de nombreuses autres professions. Ils sont associés à l'étude de la Téjina (illusion) et de la magie de l’Ombre.
Le mon de la famille Soshi représente un scorpion aux pinces écartées, un filet étendu entre elles. On ne connaît pas leur devise.
- Famille vassale Kochako : La famille Kochako est une famille vassale créée par les Shosuro et confiées aux Soshi, dans le but de protéger le Clan du scorpion contre lui-même. Ces agents silencieux éliminent les Scorpions qui représentent un danger pour le Clan ou pour l'Empire.
- Famille vassale Nanbu : La famille Nanbu est une famille vassale dont la fonction est de protéger les membres de la famille Sochi, d’administrer ses terres et des remplir les fonctions de magistrats locaux. Ses terres se situent dans une petite vallée des Montagnes de l’Échine du Monde, à équidistance des terres de la Licorne et de celles du Scorpion.

Provinces Soshi - La famille Soshi contrôle les provinces suivantes :
- Province d'An'eï
- Province de Kinbou
- Province de Yuma

##### Famille Yogo
La famille Yogo fut fondée par le shugenja Yogo, époux de Dame Asako, qui avait été maudit durant la Guerre contre Fu-Leng. Condamné à trahir ceux qu'il aimait, il rejoignit le Clan du Scorpion après que Bayushi l'eut convaincu qu'il n'aimerait jamais ni Bayushi lui-même, ni le Scorpion, et qu'il n'était donc pas condamné à les trahir. Depuis le Jour des Tonnerres il y a plus de mille ans, le devoir de la famille est de garder les Douze Parchemins Noirs. En 750, avec la création concomitante des Tsukaï-sagasu (Chasseurs de Sorcières) Kuni et de la Kuroïban (Garde Noire) du Scorpion, les familles Yogo et Kuni commencèrent une longue collaboration, partageant leurs connaissances de la maho et des maho-tsukaï.
En raison de la malédiction de Yogo, les membres de la famille ont l'interdiction de se marier au sein du Clan du Scorpion. la malédiction se manifeste encore occasionnellement chez les descendants de Yogo, et même parfois chez de très rares membres de la famille Asako.
Le mon de la famille Yogo est un masque de plumes enflammées qui symbolise leur appartenance perdue au Clan du Phénix.
- Famille vassale Tansaku : La famille Tansaku est une famille vassale de la famille Yogo, entièrement consacrée à la recherche d'un moyen de mettre un terme à la Malédiction de Yogo. Les Tansaku essayent de prédire le futur pour repérer les manifestations de la Malédiction et tenter de la contrer. Les Yogo ont alloué aux Tansaku des ressources inouïes pour continuer leurs recherches.
- Famille vassale Naganori : La famille Naganori est une minuscule famille vassale de la famille Yogo qui résulte d'un étrange mariage entre les familles Kuni et Yogo. Les Naganori traquent les bêtes et les créatures de l'Ombre dénuées d'esprit qui se sont introduites dans l'Empire.

Étant la moins nombreuse des familles du Clan du Scorpion, la famille Yogo ne dispose que d'un petit territoire. En dépit de leurs ressources relativement maigres, ils ne semblent pas intéressés par l’agrandissement de leurs frontières.
Provinces Yogo - La famille Yogo contrôle les provinces suivantes :
- Province de Beïden
- Province de Fukitsu

### Les Clans Mineurs
Un clan mineur est un clan reconnu par l'Empereur de Rokugan, mais dont la formation est postérieure à la fondation de l'Empire d’Émeraude et qui, par conséquent, ne peut pas faire remonter son histoire à un kami fondateur. Les Clans mineurs sont officiellement sous la protection de l'Empereur et Les Clans majeurs ont interdiction d'initier une guerre offensive contre eux. Les Clans mineurs sont tous considérablement plus petits et moins puissants que les Clans majeurs et la plupart ne sont composés que d'une seule famille dont le nom est officiellement reconnu.
Seul l'Empereur a le pouvoir de créer un nouveau Clan mineur et cela constitue un évènement extrêmement rare. Si un samouraï a rendu un grand service à l'Empire ou a maîtrisé des connaissances rares et précieuses, l'Empereur peut lui permettre de prendre des samouraïs à son service, de former un nouveau Clan mineur et de s'installer sur un domaine qu'il lui accorde. Ces petits samouraïs sont appelés Ji-samouraïs (parfois orthographié jizamuraï), et on attend du daimyo du clan nouvellement créé qu'il enseigne à ceux qui entrent à son service à suivre son exemple. En général, le nouveau clan mineur fonde rapidement sa propre école de bushi ou de shugenja pour enseigner et développer les techniques de son fondateur.

#### Clan du Faucon
Le Clan du Faucon fut fondé en 834 lorsque l'Empereur confie la province de Toritaka au fils de Hayabusa, qui avait sauvé la vie d'un conseiller impérial visé par un assassin. Le fils de Hayabusa, Yotogi, découvre rapidement que l'assassin était en réalité un paysan rendu fou par la possession d'un esprit maléfique. Les membres du Clan du Faucon y trouvèrent leur raison d'être et étudient depuis la nature des fantômes, yūrei et autres phénomènes surnaturels, ce qui en fait des spécialistes dont très appréciés, tout particulièrement par le Clan du Crabe, avec lequel ils deviennent rapidement alliés. La Cour Impériale ne reconnaît pas officiellement de nom de famille aux membres du Clan du Faucon. On les appelle officieusement la famille Toritaka (d'après le nom de leur province), mais les honneurs d'un nom de famille ne leur a jamais été officiellement reconnu par un Empereur Hanteï.
Les Toritaka ont la réputation d'être réservés et de parler calmement. Ils suivent un entraînement basé sur des techniques de perception visuelle développée au fil des générations passées à se défendre contre des créatures spirituelles hostiles. Lors de son gempukku, le sensei emmène à l'apprenti sous les frondaisons de Shinomen Mori et le laisse là à méditer pendant trois jours, avec pour mission de faire un rapport détaillé de ce qu'il voit. S'il survit, son rapport rejoint les archives familiales et il a réussi son gempukku.
Le mon représente un faucon gris foncé sur fond vert-forêt.
Les terres du Faucon : La province Toritaka se situe à l'ouest de la forêt de Shinomen Mori et au nord des Montagnes du Crépuscule. Là, au sein de Tani Hitokage, la Vallée des Esprits, une vallée riche et fertile, se nichent de petites fermes et un unique château, Shiro Toritaka.

## Autres Régions
En dehors de l'Outremonde, les autres régions ne sont guère évoquées dans les suppléments de la gamme du Livre des Cinq Anneaux, mais font l'objet d'un jeu de rôle dérivé, Les Légendes des Terres Brûlées.

## Créatures
Dans le monde de Rokugan, il existe de nombreuses créatures extraordinaires et les humains ne sont pas les seuls êtres vivants à avoir développé une civilisation. En plus des obake, mujina, oni, dragons et innombrables autres êtres, quelques espèces spécifiques à l'univers de jeu méritent d'être décrites.

### Humains

#### Les Gaijin
Les Rokugani appellent « gaijin » tous les étrangers à l'Empire d’Émeraude, sans faire réellement de distinction entre eux. Ces derniers ne sont évoqués que très brièvement dans les suppléments de la gamme du Livre des Cinq Anneaux, mais sont abondamment décrits dans le jeu de rôle dérivé, Les Légendes des Terres Brûlées.

##### Ivinda
Ivinda est le nom rokugani pour désigner les peuples des Royaumes d'Ivoire.

##### Ra'Shari
Les Ra'Shari sont un peuple nomade, ne s'arrêtant à un endroit donné que pour une brève période. On les appelle aussi le Peuple Libre, les Gardiens de la Chronique ou encore le Peuple Voyageur.

### Ogre
Les Ogres de Rokugan sont une race humanoïde de créatures sauvages et intelligentes, qui comptent parmi les sbires des puissances sombres qui règnent sur l'Outremonde. Même s'ils ne sont plus aujourd'hui que des brutes épaisses, on dit que les Ogres régnaient autrefois sur un empire prospère qui serait parvenu à un stade de développement même supérieur à celui de l'Empire d’Émeraude actuel. Cependant, lorsque Fu-Leng tomba des Cieux, les Ogres auraient été soumis à sa volonté, auraient subi une dégradation et une corruption physique complète, et seraient devenus les monstres que l'on connaît aujourd’hui. On dit que le Premier Ogre aurait été le Champion de tous les éléments.
Apparence et Comportement : Les Ogres sont des créatures fortes, musclées et puissantes. Ils ont des griffes, une mâchoire inférieure sur-développée, des cornes ou des excroissances osseuses sur le front et certains ont une chevelure noire, hirsute et emmêlée. Personne n'a jamais vu d'ogresse. Ce sont des créatures solitaires, farouchement territoriales, qui patrouillent leur territoire, détruisant tous les intrus. Le style de combat consiste à écrabouiller, broyer et déchirer, utilisant parfois leur environnement comme arme. Tout ce qui n'est pas ogre est soit un ennemi, soit un esclave.
Les Ogres ont une mentalité extrêmement belliqueuse, revancharde et violente, sans autre sens de l'honneur que la loyauté envers leurs congénères. Ils ont un goût prononcé pour la chair fraîche et préfèrent dévorer leurs proies vivantes. La société des ogres est de nature extrêmement militariste : chaque ogre jouit d'un rang et d'un statut précis. Les promotions ont lieu au cours d'une cérémonie mensuelle de combat à mains nues rituel ou à l'ancienneté.

### Zokujin
Avant que les hommes ne naissent des larmes du Soleil et du sang de la Lune, il y avait la Terre. Avant que les kamis ne tombent du ciel, il y avait des esprits. Avant que le pays de Rokugan ait connu le contact de la main de l’Homme, il y avait de la vie, de l’amour, de l’art et de la civilisation. Les anciens peuples de Rokugan ne ressemblaient pas à l’Homme. Chacun d’eux était unique dans sa forme et sa philosophie. Parmi ces anciennes races marchaient les créatures connues aujourd’hui sous le nom de Gobelins de Roche. Ils se nomment eux-mêmes les Zokujin, qui se traduit dans leur langue comme « ceux qui attendent ».
Contrairement à la race humaine, impatiente et belliqueuse, les Zokujin sont patients et introspectifs. Les conflits leur sont étrangers ; les disputes sont réglées pacifiquement. Malheureusement leur nature pacifique les a menés à devenir des cibles pour les races plus agressives. Ils furent chassés presque jusqu’à l’extinction avant que l’esprit de la Terre ne les prenne en pitié. La Terre invita les Zokujin en son sein, là où ils seraient en sécurité de ceux qui leur voudrait du mal. Depuis ce temps, tous les Zokujin ont un lien avec la Terre, pliant la roche et le métal à leur propre volonté.
Lors du temps de l’Homme, les Zokujin furent toujours en proie à l’esclavage et à l’assujettissement. Les prenant pour des démons de l’Outremonde, le Clan du Lion attaqua les Zokujin aussitôt qu’il découvrit leur existence. Quand les Zokujin se rendirent docilement, le Clan du Lion les força à une existence de labeur et d’esclavage. Leurs capacités uniques à plier la Terre à leur volonté en fit d’excellents mineurs, et le Clan du Lion bâtit une solide fortune sur le dos de générations de Zokujin.
Le Clan du Lion les tient toujours en esclavage. Les Zokujin sont différents des humains, avec différentes faiblesses et différentes forces. La famille Kitsu les utilise abondamment pour travailler avec de dangereux produits chimiques et des substances radioactives. La plus grande corporation Kitsu, Okurachem, doit avoir environ un million de Zokujin « travaillant » pour elle. Malheureusement pour leur race, la loi rokugani ne les a jamais reconnu officiellement comme une race intelligente avec des droits et des libertés (ceci en grande partie « grâce » à la législation du Lion).
Beaucoup de Zokujin ne s’en soucient pas. Il est dans leur nature d’être patient. Leurs ennemis seront punis par le grand esprit de la Terre. Beaucoup d’autres regardent les droits gagnés par les Nezumi et sont inspirés. Ils regardent l’extinction de la fière race des Kenku et sont effrayés. Ces Zokujin ont juré de faire reconnaître au peuple de Rokugan leurs droits en tant qu’entités pensantes. Par tous les moyens nécessaires.
Dans le même temps, beaucoup d’autres sont libres. Vivants dans des cavernes profondément enfouies sous terre et se gardant bien de toutes interférences de l’humanité, ils ne cherchent qu’une chose. L’esprit de toute magie dans le monde. Le grand présent de l’esprit de la Terre. La Pierre au Sang Blanc. Qu’est-ce que la Pierre au Sang Blanc ? On ne sait pas vraiment. Peu de Zokujin en parlent au humains, et encore moins peuvent encore faire une description précise de cet objet légendaire. Seule une chose est certaine : il s’agit d’un très puissant artefact d’une très grande magie, un artefact perdu par leur race plusieurs milliers d’années auparavant, avant l’âge de l’Homme, quand une grande tragédie advint sur Terre.
Les Zokujin l’appellent Shokajin Rekna, « Le Jour du tonnerre brisé ».

## Liens extérieurs
- page consacrée à la gamme sur le Grog